# Josué Jean Philippe Valeton (1848-1912)
Josué Jean Philippe Valeton (Groningen,  14 oktober 1848 - 14 januari 1912, Utrecht) was een Nederlandse hoogleraar aan de Rijksuniversiteit Utrecht en tevens tweemaal rector magnificus van deze universiteit.

## Leven en werk
Valeton werd in 1848 geboren als zoon van de Groningse hoogleraar en theoloog Josué Jean Philippe Valeton en van Sara Maria Goeverneur. Hij begon zijn studie theologie in 1866 aan de rijksuniversiteit Groningen en zette deze studie na zijn propedeuse voort aan de universiteiten van Utrecht en van Genève. In 1871 promoveerde hij magna cum laude in Utrecht op een proefschrift getiteld "Jesaja volgens zijne algemeen als echt erkende schriften". Na zijn studie was hij achtereenvolgens predikant te Varik van 1872 tot 1875 en van Bloemendaal van 1875 tot 1877. In 1877 werd hij benoemd tot hoogleraar in de geschiedenis van den Israëlietische godsdienst, de Israëlietische letterkunde en de uitlegging van het Oude Testament. Hij zou dit hoogleraarschap vervullen tot zijn overlijden in 1912. Zijn oratie in 1877 ging over "de Israëlitiesche letterkunde als onderdeel der christelijke theologie". Net als zijn vader behoorde hij tot de stroming van de ethische theologie. Valeton schreef een standaardwerk de Psalmen. In 1909 werd hem een eredoctoraat verleend in Genève. Valeton vervulde tweemaal de functie van rector magnificus van de Utrechtse universiteit en wel in de jaren 1882/1883 en in 1897/1898. Hij vervulde tevens als eerste het voorzitterschap van het overlegorgaan van rectoren van de Nederlandse universiteiten van 1898 tot 1901.
Net als zijn vader was hij ook maatschappelijk actief, zo was hij bestuurlijk betrokken bij het doorgangshuis voor verwaarloosde jongens in Hoenderloo, de basis van de latere Hoenderloo Groep. Over dit doorgangshuis bracht hij in 1895 een publicatie uit. Ook zijn gelijknamig zoon Josué Jean Philippe Valeton was actief op het terrein van de jeugdzorg.
Valeton trouwde op 24 oktober 1872 met de predikantsdochter Anna Christiana Voorhoeve. Uit dit huwelijk werden negen kinderen geboren. Hij was ridder in de Orde van de Nederlandse Leeuw en ontving in 1911 de Pruisische Kroonorde van de Duitse keizer. Sinds 1904 was hij lid van de Koninklijke Nederlandse Akademie van Wetenschappen. Valeton overleed in januari 1912 op 63-jarige leeftijd in zijn woonplaats Utrecht. 
Op 14 januari 2012 werd ter gelegenheid van zijn 100e sterfdag in Utrecht een symposium gehouden over de betekenis van J.J.P. Valeton in zijn eigen tijd en de actualiteit van zijn posities.